# Avízo

Francouzské avízo třídy Bougainville

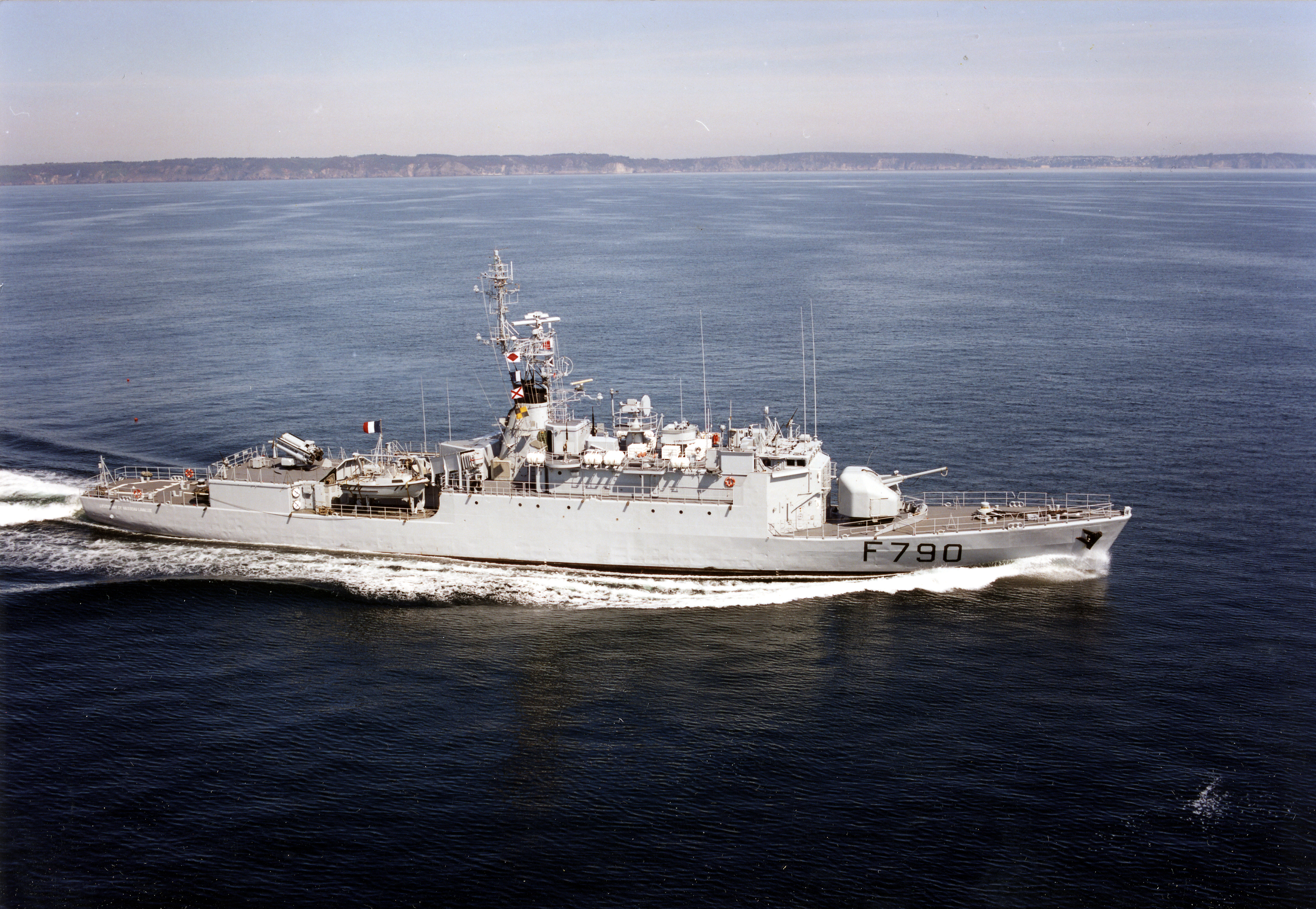
Moderní francouzské avízo třídy D'Estienne d'Orves

Avízo je druh menší válečné lodě, sloužící zejména k zajištění průzkumu a spojení. Používána byla též jako eskortní loď. Avízo bylo rovněž označením francouzských válečných lodí pro službu v koloniích. Jako avíza jsou označovány též francouzské malé fregaty třídy D'Estienne d'Orves. Jejich ekvivalentem je šalupa.
Francouzská avíza Dumont d'Urville a Amiral Charner třídy Bougainville v lednu 1941 bojovala po boku lehkého křižníku La Motte-Picquet v bitvě u Koh-Changu. Francouzi tehdy s převahou porazili eskadru thajského námořnictva.